# Michel Benoit (joueur d'échecs)
Pour l'écrivain, voir Michel Benoit.
Pour les articles homonymes, voir Benoît.
Michel Benoit est un joueur d'échecs français, né en 1949. Champion de France en 1973, il finit troisième du championnat de France en 1968. Il représenta la France lors de l'olympiade de  1974 à Nice. 
Il finit deuxième du championnat de Paris en 1971.
Michel Benoit est l'auteur de l'ouvrage d'initiation Les Échecs, de l'anthologie des meilleures parties de l'olympiade de 1974 Échecs à Nice et du livre 104 nouveaux problèmes faciles d'échecs. Il a traduit en français le classique d'Alexandre Kotov Pensez comme un grand maître.

## Une partie
Michel Benoit-Jean-Claude Letzelter, Championnat de France (remporté par Letzelter cette année-là), Charbonnières-les-Bains, 1968
1. c4 e5 2. Cc3 c6 3. Cf3 d6 4. g3 Cf6 5. d3 g6 6. Fg2 Fg7 7. 0-0 0-0 8. Tb1 Cbd7 9. b4 d5 10. Fg5! d4 11. Ce4 h6 12. Cxf6+ Cxf6 13. Fd2 e4 14. Ce1! Te8 15. b5 c5 16. dxe4 Cxe4 17. Cd3 b6 18. a4 a6? 19. a5!! axb5 20. axb6 bxc4 21. Cxc5 Cxc5 22. Fxa8 Ff5 23. Fc6! Te6?! 24. b7 Fe5 25. Fa5! Db8 26. Fd5! Fxb1 27. Dxb1 Te7 28. Dxg6+ Fg7 29. Dc6 Cxb7 30. Tb1 Da7 31. Txb7 Txb7 32. Dc8+! Ff8 33. Dxb7 Dxb7 34. Fxb7 Fc5 35. Fa6 c3 36. Fd3 Rg7 37. Rg2 Rf6 38. Rf3 et les Noirs abandonnèrent quelques coups plus tard.